# Родники (Ростовская область)
Родники — хутор в Кагальницком районе Ростовской области.
Входит в состав Родниковского сельского поселения.

## География

### Улицы
- ул. Гагарина,
- ул. Животноводов,
- ул. Комсомольская,
- ул. Школьная.

## История
Хутор был основан до 1890 года.

## Население
| 2010 |
| ---- |
| 458  |